# Baotianmansaurus
Baotianmansaurus là một chi khủng long, được Zhang et al. mô tả khoa học năm 2009.